# Nephodia cassarioides
Nephodia cassarioides là một loài bướm đêm trong họ Geometridae.